# Sampaimah
Sampaimah is een bestuurslaag in het regentschap Aceh Tamiang van de provincie Atjeh, Indonesië. Sampaimah telt 1906 inwoners (volkstelling 2010).